# Chassignieu
Chassignieu es una comuna francesa situada en el departamento de Isère, de la región de Auvernia-Ródano-Alpes.

## Historia
Entre 1790 y 1794 pasó a formar parte de la comuna de Virieu y entre 1795 y 1800 fue reconstituida a partir de sus antiguos territorios.

## Demografía
| Gráfica de evolución demográfica de Chassignieu entre 1800 y 2022 |
|                                                                   |

Los datos demográficos contemplados en este gráfico se han cogido de la página francesa EHESS/Cassini.